# Ordine del gattopardo
L'ordine del gattopardo è un'onorificenza del Kazakistan.
È stato fondato nel 1999 e dispone delle seguenti classi di benemerenza:
- I classe
- II classe
- III classe

| Insegne    | Insegne   | Insegne  |
| ---------- | --------- | -------- |
|            |           |          |
| Nastri     |           |          |
| III Classe | II Classe | I Classe |

## Assegnazione
L'ordine è assegnato ai cittadini per servizi speciali:
- nel rafforzamento della statualità e sovranità della Repubblica del Kazakhstan;
- per la pace, per il consolidamento della società e dell'unità del popolo del Kazakhstan;
- allo Stato, industriali, scientifici, nelle attività sociali e culturali;
- a rafforzare la cooperazione tra i popoli, l'avvicinamento e l'arricchimento reciproco delle culture nazionali e delle relazioni amichevoli tra le nazioni.

## Insegne
- Il  nastro è blu con tre strisce centrali gialle.